# Сатторов, Абдуджабор Сатторович
Абдуджабор Сатторович Сатторов — таджикский учёный, историк. Кандидат исторических наук (1984), академик Академии педагогических и социальных наук (АПСН) Российской Федерации (1999). Заслуженный работник Республики Таджикистан (1998). Первый ректор РТСУ (1996—2004).Заслуженный работник образования Российской Федерации (2004)

## Биография
Родился 23 мая 1946 года в кишлаке Кангурт Советский район Хатлонской области Таджикской ССР.
- 1967 г. — окончил ДГПИ им. Т. Г. Шевченко, по специальности учитель русского языка и литературы.
- 1967—1969 гг. — работал учителем русского языка и литературы в школе Фархорского районана;
- 1969—1973 гг. — преподаватель, зам. декана факультета русского языка и литературы, секретарь комитета комсомола ДГПИ им. Т. Г. Шевченко;
- 1973—1976 гг. — зав. отделом пропаганды и агитации Октябрьского РК КП Таджикистана и организатор орготдела ЦК ВЛКСМ (г. Москва);
- 1976—1981 гг. — Первый секретарь ЦК ЛКСМ РТ Таджикистана;
- 1981—1984 гг. — аспирант Академии общественных наук при ЦК КПСС;
- 1984—1985 гг. — Первый секретарь Советского РК КП Таджикистана;
- 1985—1986 гг. — ректор Таджикского института физической культуры (ТИФК); 1986—1988 гг. — инспектор ЦК КП Таджикистана (1986). секретарь Кулябского обкома КП Таджикистана;
- 1988—1991 гг. — зам. министра Министерства образования Таджикской ССР
- 1991—1992 гг. — председатель Госкомитета по делам молодежи, спорта и туризма Республики Таджикистан;
- 1992—1996 гг. — нач. управления вузов, зам. министра образования Республики Таджикистан;
- 1996—2004 гг. — Ректор Российско-Таджикского (Славянского) университета;
- 2004—2009 гг. — зав. кафедры отечественной истории Российско-Таджикского (Славянского) университета;
- 2009—2013 гг. — профессор-консультант кафедры отечественной истории данного университета.[1][2]

Абдуджабор Сатторов умер 3 мая 2013 года, похоронен в г. Душанбе.

## Научная и общественная деятельность
Автор ряда научных работ по проблемам истории таджикского народа, взаимоотношений между Таджикистаном и Россией. Участник международных конференций: Москва (2001), Вена (1998), Сеул (1999). Избирался депутатом Верховного Совета Таджикской ССР — IX, X, XI созывов.

## Основные публикации
Россия-Таджикистан (в соавторстве). — Душанбе, 2008.

## Награды и звания
- Награждён орденом «Знак Почёта»,
- Заслуженный работник Республики Таджикистан (1998),
- академик Академии педагогических и социальных наук (АПСН) Российской Федерации (1999).[2]